# Bloque Nacional Democrático
El Bloque Nacional Democrático (BND) fue un partido político venezolano de orientación marxista y obrerista, de ámbito regional fundado el 14 de febrero de 1936, que sirvió de fachada legal a gran parte de la militancia del Partido Comunista de Venezuela y a algunos militantes revolucionarios de izquierda independientes, así como a dirigentes sindicales en el estado Zulia.
El partido fue fundado por iniciativa de Gabriel Bracho, Elio Montiel, Valmore Rodríguez, Olga Luzardo, Isidro Valles, Felipe Hernández, María Teresa Contreras, Eduardo Arcila Farías, Espartaco González, Ciro Urdaneta Bravo, Amilcar Inciarte, Manuel Matos Romero, Armando Hernández Bretón, entre otros, en él militaban obreros, campesinos, artesanos, intelectuales, estudiantes y tenía la particularidad de ser uno de los partidos que para la época tenía mayor cantidad de mujeres en su organización, sin embargo su fuerte era la militancia de obreros petroleros.

## Historia
Tal como venía sucediendo tras la muerte de Juan Vicente Gómez, en todo el territorio venezolano se fundaban partidos políticos, organizaciones de mujeres y movimientos sociales. En el Estado Zulia Gabriel Bracho, Domingo Bracho Montiel, Elio Montiel, Valmore Rodríguez, Olga Luzardo, Isidro Valles, Felipe Hernández, María Teresa Contreras, Eduardo Arcila Farías, Espartaco González, Ciro Urdaneta Bravo, Amilcar Inciarte, Manuel Matos Romero, Armando Hernández Bretón junto a otros luchadores revolucionarios fundaron el Bloque Nacional Democrático (BND), el objeto de crear esta organización, según su primer manifiesto de fecha 26 de marzo de 1936, era la  creación de un partido democrático necesario para la defensa de la república, y para evitar la explotación del hombre por el hombre, así como para acabar con la vigencia del régimen explotador capitalista, como fue típico ese año, también era un partido antigomecista. El BND lo que perseguía en sus objetivos era la realización de una nueva estructura política, socia y económica del país. Su programa político lo califican como un programa revolucionario ajustado a los ideales democráticos del pueblo.
El BND contribuyó notablemente con la formación de un espíritu democrático en la región zuliana. El BND era un partido regional, si bien su programa y sus estatutos lo establecían como un partido de orientación marxista, de izquierda revolucionaria, en el convergían militantes de distinta formación política, con el objetivo en común de luchar por la clase obrera, la militancia socialdemócrta del BND articulaba con Movimiento de Organización Venezolano (ORVE), mientras que el ala comunista consideraba al BND como una filial del Partido Republicano Progresista (PRP), partido que agrupaba a la mayoría de los militantes comunistas. El BND, también articulaba con las células del Partido Comunista de Venezuela en el Zulia, que estaban en la clandestinidad y que decidieron no unirse a ningún otro partido, el partido comunista en el Zulia estaba dirigido por Juan Bautista Fuenmayor y Kotepa Delgado entre otros. Los militantes y dirigentes del BND Gabriel Bracho, Elio Montiel, Olga Luzardo, Isidro Valles, Eduardo Arcila Farías, Espartaco González, Domingo Bracho entre otros pertenecían al Partido Comunista de Venezuela, estos dejarían el BND en 1937, después de la Primera Conferencia del PCV.
De marzo a diciembre de 1936 el Bloque Nacional Democrático desarrolló jornadas de gran agitación, así como así como trabajo de publicidad, propaganda y captación de militantes en el estado Zulia. Los mítines se sucedían en Maracaibo, Cabimas, Lagunillas, Santa Rita, Puertos de Altagracia, etc. Todo esto fue en preparación de la Huelga petrolera de 1936.
El primer Comité Directivo del Bloque Nacional Democrático estuvo integrado de la siguiente manera: Secretario Político: Valmore Rodríguez; Secretario de Organización: Felipe Hernández; Secretario de Propaganda: Isidro Valles; Secretario de Economía: Rafael Echeverría G.; Comisiones: Política: Manuel Matos Romero y Armando Hernández Bretón; Organización Interna: Elio Montiel y María Teresa Contreras; Organización Gremial: Eduardo Arcila Farías, Olga Luzardo y Espartaco González; Propaganda: Ciro Urdaneta Bravo y Amílcar Inciarte; Economía: Jesús Leopoldo Sánchez y Dr. Alonzo Briceño: El partido editó dos órganos de prensa, uno de corte socialdemócrata llamado "Frente Nuevo"  y uno de corte marxista y más radical llamado "Petróleo".

## Disolución
En octubre de 1936 BND se une junto al  Partido Republicano Progresista (PRP), Movimiento de Organización Venezolano (ORVE) y la Federación de Estudiantes Venezolanos de Organizaciones Políticas (FEV-OP) en la creación del partido único de izquierdas Partido Democrático Nacional (PDN), en virtud de que este no puede ser legalizado, los militantes comunistas del BND se mantienen en sus filas hasta 1937, mientras que los de corte obreristas o independientes se suman de lleno al PDN que sigue funcionando de manera clandestina.

## Nota
1. ↑  Un partido de ámbito regional es aquel partido que no tiene alcance nacional, se limita a un estado, región, provincia o departamento.